# Trzciel
Trzciel (w latach 1793–1945 niem. Tirschtiegel) – miasto w województwie lubuskim, w powiecie międzyrzeckim, siedziba gminy miejsko-wiejskiej Trzciel. W latach 1975–1998 miasto administracyjnie należało do województwa gorzowskiego.
Według danych GUS z 31 grudnia 2019 r. Trzciel liczył 2358 mieszkańców.
Trzciel leży w historycznej Wielkopolsce. Tradycyjnie miasto dzielone było na prawobrzeżny Trzciel Stary oraz lewobrzeżny Trzciel Nowy, mające swoje własne rynki.

## Historia
Miejscowość pierwotnie związana była z Wielkopolską oraz przejściowo z Dolnym Śląskiem i Brandenburgią. Ma metrykę średniowieczną i istnieje co najmniej od początku XIV wieku. Wymieniona po raz pierwszy w dokumencie zapisanym po łacinie z 1307 jako "Trzczel", a później także w 1319 "Forstetel", 1338 "Trzel", 1393 "Trzel", 1398 "Triczel" , 1403 "Trzczel", 1403 "Turschodel, Turschodil", 1404 "Trzeczel", 1407 "Trczel", 1422 "Trzcel", 1423 "Trczelcze", 1426 "Trcel", 1428 "Trzrczel", 1434 "Trczyel", 1465 "Trzeczl", 1507 "Trzczyel", 1507 "Trzcziel", 1525 "Trzcyel", 1535 "Tzrzczyel" .
Trzciel po raz pierwszy został wymieniony w dokumentach w 1307 roku jednak okolice zasiedlone były już we wczesnym średniowieczu. Na wschodnim brzegu Obry, ok. 500 metrów na północny wschód od mostu na Obrze, na piaszczystej wydmie archeolodzy odkryli grodzisko stożkowate, które zostało zniszczone przez pożar. 10 VIII 1319 Henryk (II Wierny) oraz Przemek książęta głogowscy uznali zwierzchność margrabiego brandenburskiego Waldemara odstępując mu swoje ziemie, m.in. leżące nad rzeką Obrą. 14 VIII 1319 Waldemar zmarł co zniweczyło plany przyłączenia Trzciela do Brandenburgii. Jako miasto miejscowość została wymieniona w 1394. Prawa miejskie Trzciel uzyskał jednak prawdopodobnie przed tą datą najprawdopodobniej z lokacji rodu Borkowiców, którzy w XIV w. budowali klucze majątkowe m.in. wokół Koźmina, Grodziska i Sierakowa. Od 1407 Trzciel był siedzibą parafii, od 1510 leżał w dekanacie Międzyrzecz. W 1434 miejscowość leżała w powiecie poznańskim Korony Królestwa Polskiego. Na przełomie XIV i XV wieku wielokrotnie odnotowano zamek w trzcielski. W czasie wojny trzynastoletniej Trzciel wystawił w 1458 roku 2 pieszych na odsiecz oblężonej polskiej załogi Zamku w Malborku .
W mieście od średniowiecza rozwijał się lokalny przemysł. W 1379 odnotowano budowę młyna oraz piły, które napędzane były kołami wodnymi. W latach 1420–1580 notowano dwa okoliczne młyny, w tym jeden o nazwie Mitręga, leżące w dobrach trzcielskich, a także folusz o 3 kołach oraz piłę. OD 1508 notowano hamernię czyli kuźnicę wytwarzającą produkty metalowe, która napędzana była wodą i miała początkowo jedno koło, a później dwa oraz trzy koła. W latach 1462–63 miasto płaciło w ratach podatek zwany cyzą. W 1507 płaciło 1 kopę groszy szosu .
Miasto wspominały historyczne dokumenty prawne, własnościowe oraz podatkowe. Początkowo było własnością królewską, a później poprzez wykup oraz nadania stało się szlacheckim miastem prywatnym. 
W 1466 odnotowano wójta Szczepana (Stephanus) oraz wdowę po nim Jadwigę z Lwówka, która toczyła proces z Jakubem nowym wójtem w mieście o 6 grzywien, które jej zmarły mąż zapisał w testamencie. W 1537 wspomniany kolejny wójt szlachcic Jan Rosnowski .
W 1582 miasto położone było w powiecie poznańskim województwa poznańskiego w Rzeczypospolitej Obojga Narodów. W wyniku II rozbioru Rzeczypospolitej w 1793, miejscowość przeszła w posiadanie Prus i jak cała Wielkopolska znalazła się w zaborze pruskim.
Miasto początkowo rozwijało się na prawym brzegu Obry, ale w XVIII wieku na lewym brzegu powstało drugie miasto Nowy Trzciel, w którym osiedlali się protestanci przybyli ze Śląska i Brandenburgii. Połączenie obu miast nastąpiło z dniem 1.10.1888 r. o czym przypominał stojący do 1945 r. na Rynku Nowego Trzciela pamiątkowy obelisk. Na mocy postanowień traktatu wersalskiego od roku 1920 granica polsko-niemiecka przecięła Trzciel, zostawiając centrum miasteczka po stronie niemieckiej, natomiast stacja kolejowa (linia Międzychód – Zbąszyń) przypadła Polsce.
W okresie międzywojennym w miejscowości stacjonowała placówka Straży Granicznej I linii „Trzciel”.

## Współcześnie
Współczesny Trzciel to niewielkie miasteczko nad rzeką Obrą, położone między jeziorami: Młyńskim i Wielkim, w pobliżu autostrady A2. Jest to lokalny ośrodek usługowy i wypoczynkowy. Miasteczko jest znane z wyrobów wikliniarsko-trzciniarskich (meble, koszyki) i uprawy szparagów. Obrą prowadzi znany szlak kajakowy.

## Demografia
Według danych z 30 czerwca 2014 miasto miało 2481 mieszkańców.
- Piramida wieku mieszkańców Trzciela w 2014 roku[11].

## Zabytki
Do wojewódzkiego rejestru zabytków wpisane są:
- kościół parafialny[13] pod wezwaniem św. Wojciecha Biskupa i Męczennika, szachulcowy obecnie neogotycki, murowany, z lat 1824, 1901, 1928-29, pl. Wolności
- cmentarz kościelny
- zabytkowe domy z XVIII wieku i XIX wieku:
  - dom, ul. Główna 46, z XVIII wieku
  - domy, ul. Grunwaldzka 9, 12 szachulcowe, nr 17, 18, z 1770 roku, z połowy XIX wieku
  - dom, ul. Koszykarska 10, szachulcowy z połowy XIX wieku
  - domy, ul. Kościuszki 1, 2, 7, szachulcowe z 1738 roku, XVIII wieku
  - domy, ul. Mickiewicza 1, 4, 16, 19, 20, szachulcowe, nr 5, XVIII wieku/XIX wieku
  - dom, ul. Poznańska 6, z XVIII wieku
  - dom, ul. Zbąszyńska 41, z połowy XIX wieku
  - domy, ul. Zjednoczenia 1, 3, szachulcowe, nr 18, z XVIII wieku, połowy XIX wieku
  - domy, ul. Sikorskiego 10, z XIX wieku, nr 11, szachulcowy, z XVIII wieku/XIX wieku
- plebania, pl. Wolności 6, XVIII wieku; dom, nr 19, szachulcowy, z połowy XIX wieku

inne zabytki:
- synagoga
- cmentarz żydowski - kirkut z XVIII w., znajduje się przy drodze do Jabłonki Starej, nad Jeziorem Żydowskim
- dawny park pałacowy z XVIII w.
- grodzisko średniowieczne na prawym brzegu Obry.

## Transport
Na południe od miasta znajduje się węzeł autostrady A2. Ponadto w mieście krzyżują się drogi krajowe i wojewódzkie:
- droga krajowa nr 92: Rzepin – Świebodzin – Trzciel – Poznań – Łowicz – Warszawa – Mińsk Mazowiecki.
- droga wojewódzka nr 137: Międzyrzecz – Sulęcin – Słubice.

Przez miasto przebiega też linia kolejowa: Zbąszyń – Międzychód, od lat nieużywana. W latach 1929–1939 istniała również linia kolejowa do Lutola Suchego.

## Sport
Dominującym sportem w mieście są zapasy. Od 1980 roku działa Miejsko Gminny Ludowy Klub Sportowy Orlęta, którego wychowankami są m.in. medaliści igrzysk olimpijskich Monika Michalik i Tadeusz Michalik.
W mieście funkcjonuje również klub piłkarski Miejsko Gminny Klub Sportowy „Obra” Trzciel założony w 1952 roku i występujący w B-klasie.

## Galeria

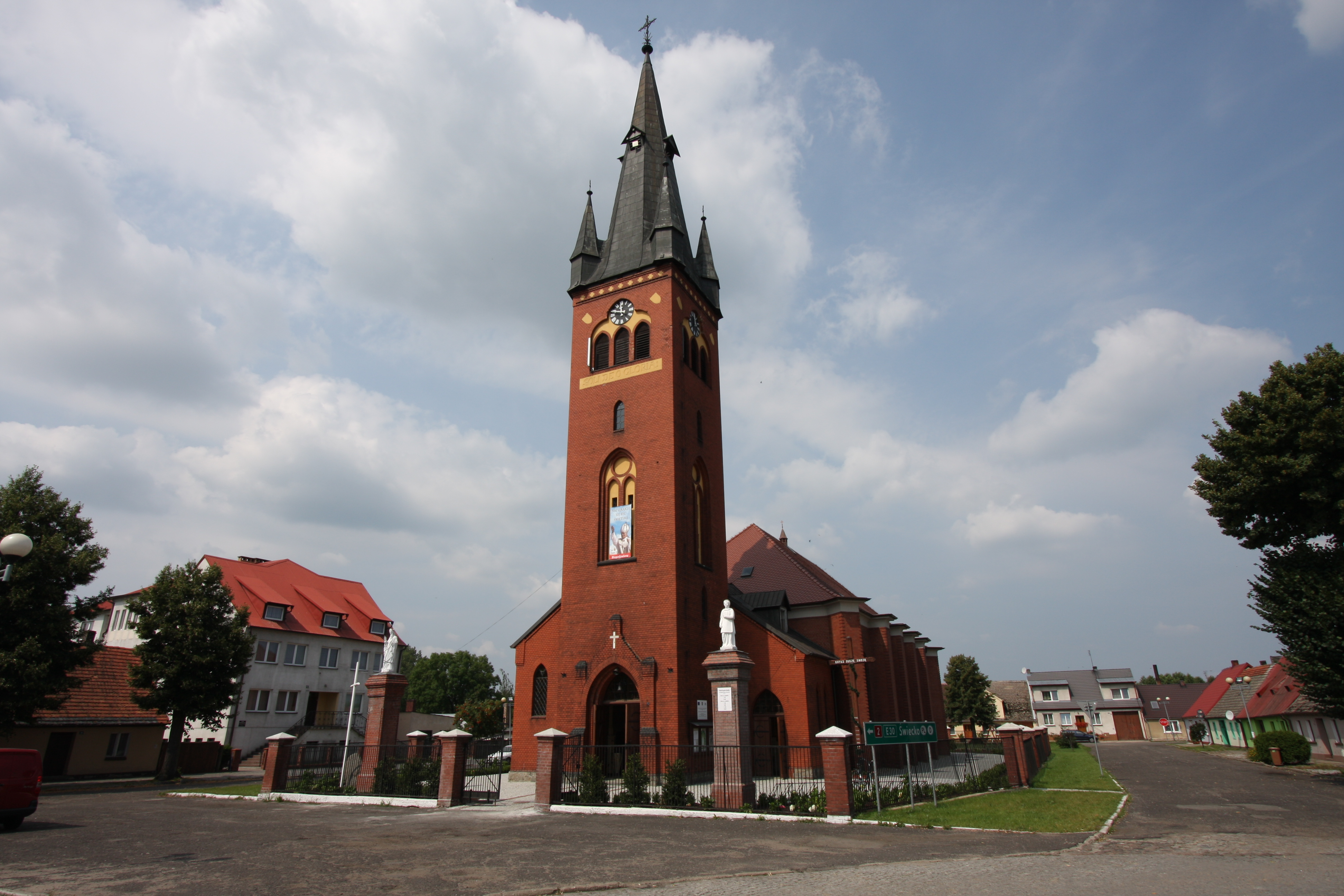
Kościół parafialny
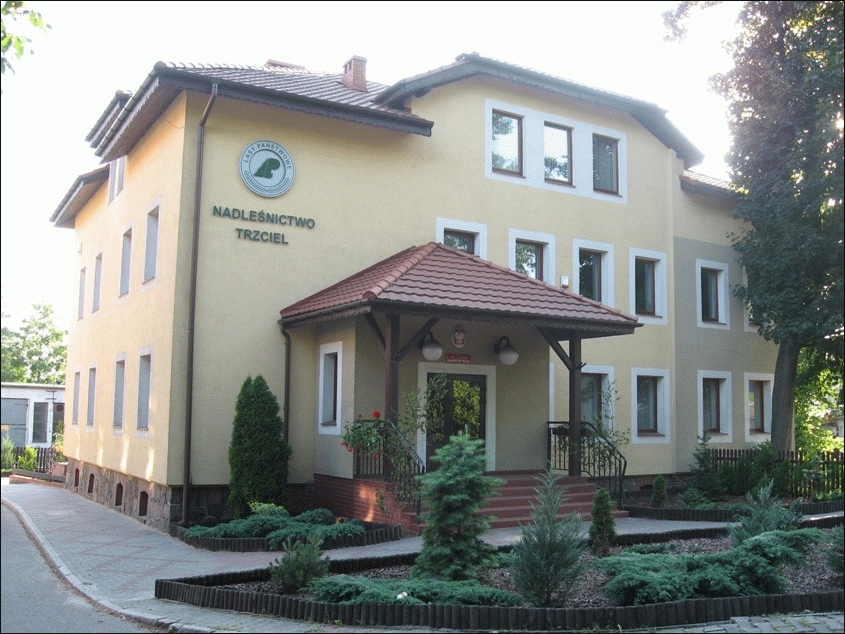
Nadleśnictwo
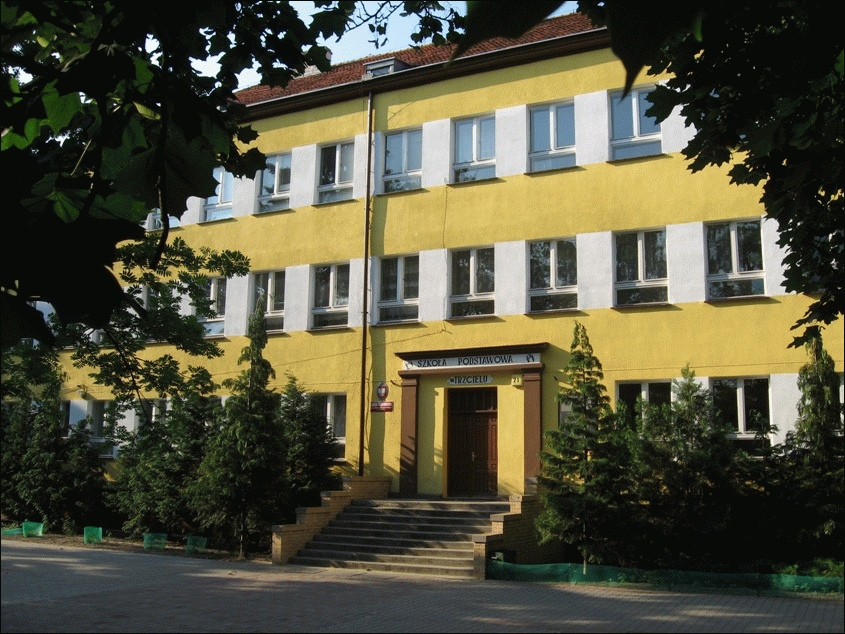
Szkoła podstawowa im. Henryka Dobrzańskiego (Hubala)
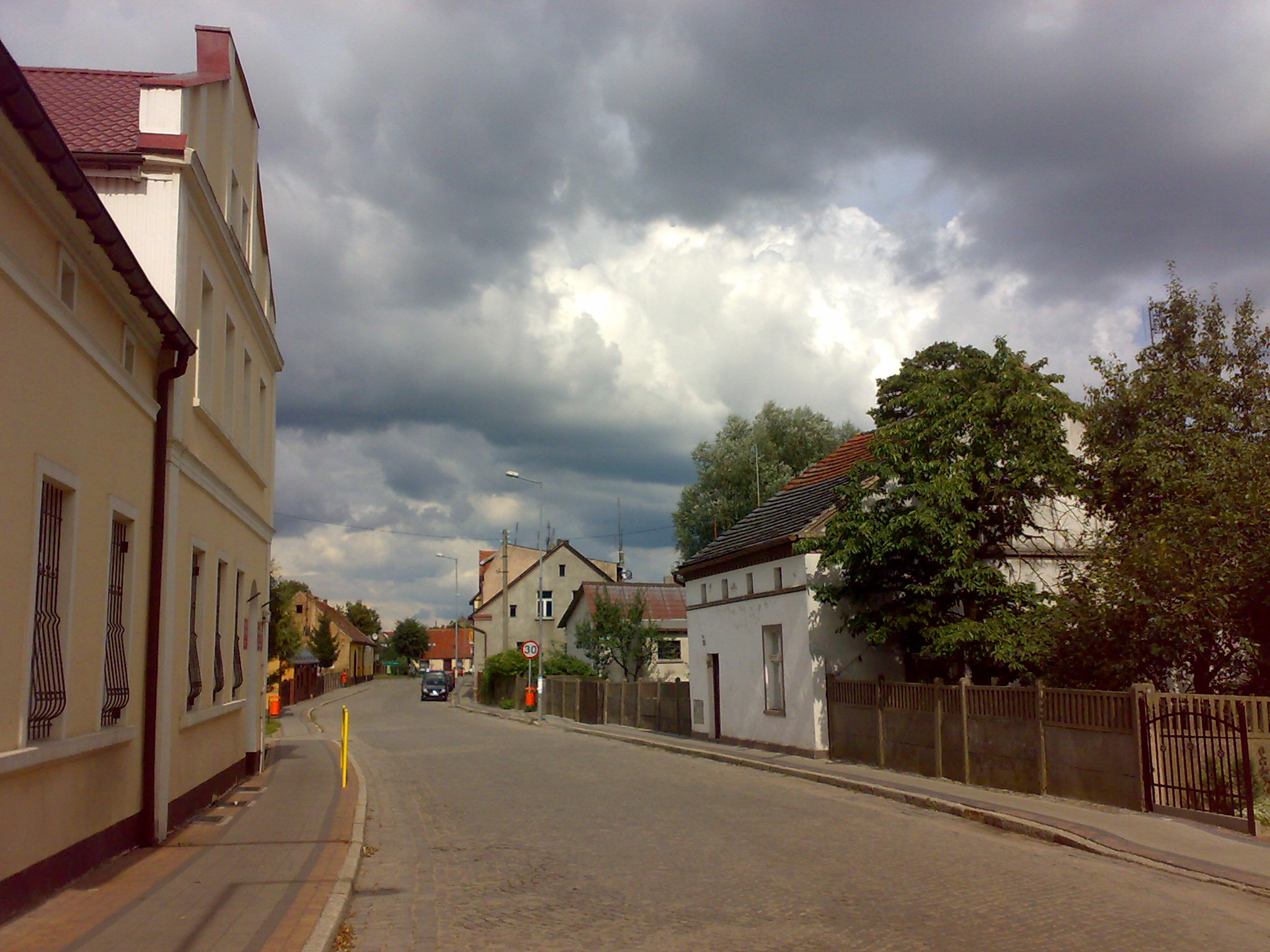
Widok z mostu na Obrze
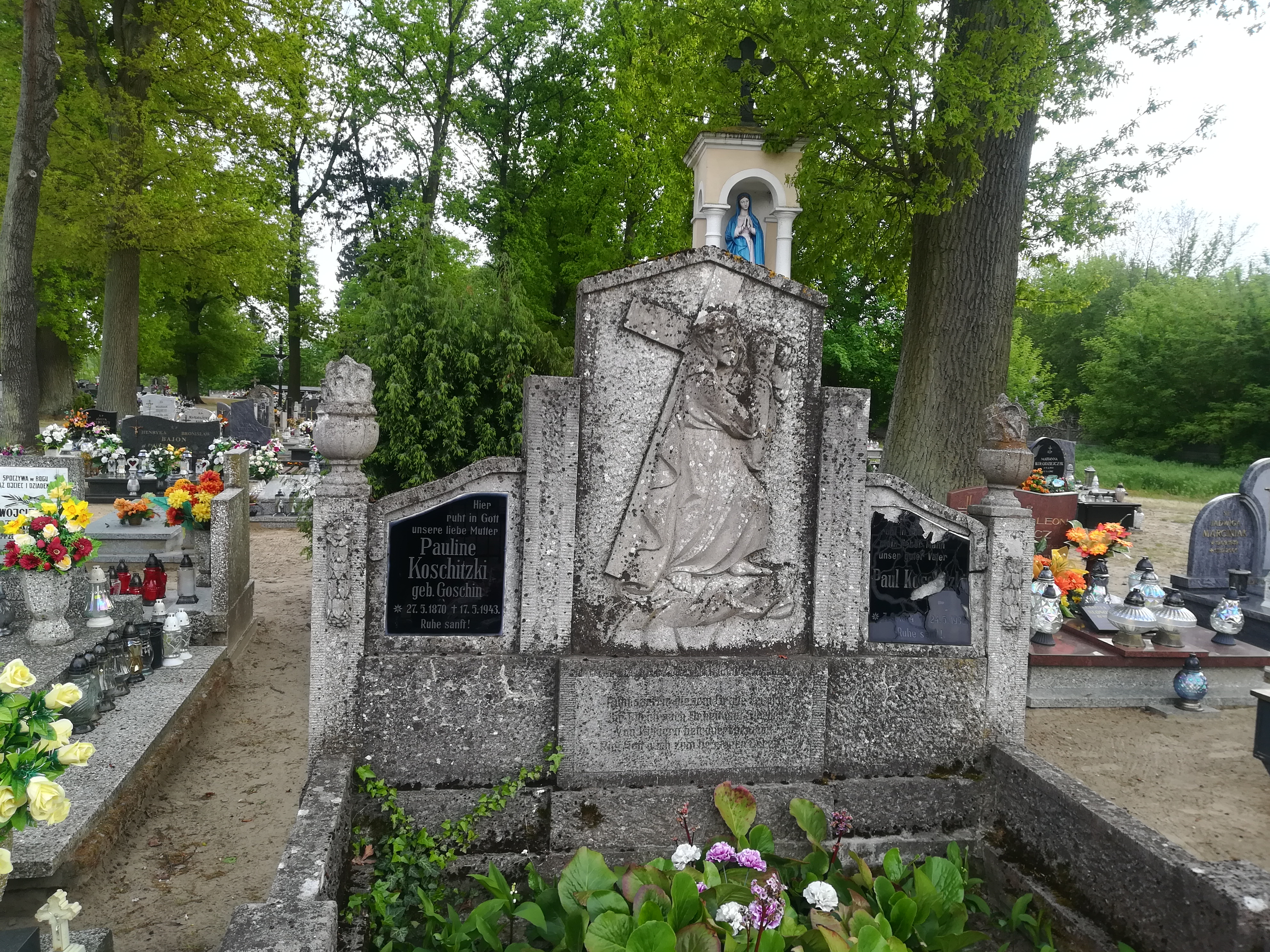
Stare nagrobki na cmentarzu